# Бертоальд (вождь саксів)
Бертоальд (д/н — між 622 та 627) — один з впливовіших вождів саксів. Один з перших очільників, хто розпочав боротьбу проти Франкської держави.

## Життєпис
Ймовірно належав до плем'яної знаті. Час отримання влади невідомий, також відсутні знання про територію, де бертоальд безпосередньо панував. Згідно «Книги історії франків» і «Діяльності Дагоберта» був герцогом саксів (лат. dux Saxonum), що має свідчити про його дуже високий статус серед інших очільників саксів, оскільки франки таким титулом йменували усіх інших правителів германських і слов'янських племен, за якими не було визнано королівського титулу. Висловлюється припущення, що спочатку визнавав себе залежним від короля франків Хлотаря II.
У 622 році Хлотар II зробив свого сина Дагоберта I королем Австразії. Невдовзі Бертоальд очолив повстання саксів проти франкської залежності. за різними відомостями це сталося у 622, 623, 626 або 627 році. Безпосередньою причиною повстання саксів стала важка данина (500 корів), що ті були зобов'язані сплачувати.
Повстання почалося з нападу саксів на прикордонні з їхніми землями укріплення франків. Низка дослідників вважає, що повстання охопило не лише Саксонію, а й сусідні з нею землі, оскільки в «Книзі історії франків» згадується, що у війську Бертоальда були сакси і «багато народності». У відповідь король зібрав велике військо і здійснив похід проти повсталих. Переправившись з військом на правий берег Рейну, він зазнав поразки. При цьому Дагоберта I було поранено.
Відступивши з залишками армії до Везеру, Дагоберт I звернувся по допомогу до батька. Той в той час збирав військо в Арденнських горах і відразу ж рушив до Саксонії. Незважаючи на те, що сакси перебували на протилежному від франків березі річки, Бертоальд не став на заваді з'єднанню двох армій. Хоча сакси чули, як військо Дагоберта I вітало криками воїнів, що підійшли їм на допомогу, Бертоальд, вважаючи Хлотаря II вже помер, не повірив повідомленнями про те, що проти нього пішов війною і король Хлотар II. Бертоальд дізнався, що той живий, тоді коли король особисто приїхав на берег Везера й показався саксам. Почувши зневагу з боку вождя саксів, Хлотар II раптово лише з нечисленним загоном переплив на коні через річку і вступив у двобій з вождем саксів. Зрештою франкський король переміг та обезголовив Бертоальда і насадив його голову на спис. Потім у бій проти саксів вступило військо франків на чолі з Дагобертом I. У битві сакси зазнали нищівної поразки. Слідом за тим уся Саксонія піддалася руйнуванню, а безліч саксів чоловічої статі були страчені. За свідченням «Книги історії франків», «встановивши порядок в цьому краю», королі франків повернулися з військом до Австразії.